# Fatoumata Diawara
Fatoumata Diawara (Abidjan, 1982) is een Malinese zangeres, actrice, en componiste. Ze woont afwisselend in Bamako en Milaan.

## Biografie
Diawara bracht haar eerste jaren door in Abidjan, de hoofdstad van Ivoorkust, waar haar vader woonde en werkte, in een gezin met veel kinderen. Haar vader bracht haar dans en gitaar bij. Op 9-jarige leeftijd, na de plotselinge dood van een oudere zus, verhuisde ze naar haar tante, een actrice, en daar bracht ze haar tienerjaren door; dit was in het dorp Madina Kouroulamini, 23 km van Bougouni in de regio Sikasso in Mali.
In 1997 werd ze ontdekt door de cineast Cheick Oumar Sissoko die haar aannam voor vrouwelijke hoofdrol in de film La Genèse. In 1998 vertrok ze naar Frankrijk om bij het Théâtre des Bouffes du Nord te spelen in een bewerking van Antigone. Ze speelde in verschillende speelfilms waaronder Sìa : Le Rêve du python (prijs van de jury op het Panafrikaans Festival van Ouagadougou voor Film en Televisie in 2001). Op haar 19e ontvluchtte ze een gedwongen huwelijk met haar neef. Ze sloot zich aan bij de straattheatergroep Royal de luxe, waarvan ze zes jaar deel uitmaakte. In november 2006 werd ze gekozen voor de hoofdrol in de Opéra du Sahel, te Bamako.
Op dat moment werd ze opgemerkt door Cheick Tidiane Seck die haar vroeg als achtergrondzangeres voor de opnamen van het album  Red Earth : A Malian Journey (2007) van Dee Dee Bridgewater. In dezelfde periode ontmoette ze Oumou Sangaré die haar vroeg voor de opnamen van haar album Seya (2009). Diawara besloot verder te gaan in de muziek en begon aan haar eigen repertoire te werken. Ze zette ook haar filmcarrière voort, met name door haar rol als jonge zangeres in de film Il va pleuvoir sur Conakry van de Guinese régisseur Cheick Fantamady Camara. In 2007 speelde ze de rol van Karaba in de muzikale komedie Kirikou et Karaba, naar de strip Kirikou et la sorcière van Michel Ocelot. Daarnaast werkte ze mee aan het album van de soundtrack. Cheick Tidiane Seck vroeg haar voor de opnamen van zijn album Sabaly. Ze kreeg de kans om te zingen met Herbie Hancock (The Imagine project, Grammy Award in 2011) en Hank Jones. Tegelijkertijd werkte ze mee aan verschillende albums, onder andere van Afrocubism en Cheikh Lô.
Ze sprak zich uit tegen vrouwenbesnijdenis in haar regio van herkomst in Mali. In 2012 kwam onder haar leiding een muziekvideo tegen de bezetting van het noorden van Mali door Ansar Dine tot stand, wat haar er toe bracht mee te spelen in Timbuktu (2014).
In 2017 droeg Diawara bij aan Lamomali, het Malinese project van Matthieu Chedid. In 2018 verscheen haar tweede solo-album Fenfo, geproduceerd door Chedid.

### Stijl en inspiratie
Als schrijfster en componiste haalt ze haar inspiratie uit de traditie van de wassoulou-muziek, maar de gebruikte ritmes zijn modern dankzij de invloeden uit de jazz en de blues die ze van haar musici verlangt.

## Filmografie
- 1996 - Taafe Fanga (Adama Drabo)
- 1999 - La Genèse (Cheick Oumar Sissoko), als Dina
- 2002 - Sia, le rêve du python (Dani Kouyaté), als Sia
- 2006 - Il va pleuvoir sur Conakry (Cheick Fantamady Camara), als Siré
- 2010 - Encourage (Eleonora Campanella)
- 2010 - Ni brune ni blonde (Abderrahmane Sissako)
- 2011 - Les Contes de la nuit (Michel Ocelot) (stem)
- 2014 - Timbuktu (Abderrahmane Sissako), als de zangeres
- 2015 - Morbayassa (Cheick Fantamady Camara)
- 2018 - Yao (Philippe Godeau), als Gloria

## Theater
- 1998 - Antigone van Sophocles, in een bewerking door Jean-Louis Sagot Duvauroux
- 2002 -2008 - Royal de luxe
- 2007-2008 - Kirikou et Karaba, als Karaba

## Muziek
- 2011 - Kanou (World Circuit - EP)
- 2011 - Fatou (World Circuit - album)
- 2012 - Rocket Juice and the Moon (Honest Jon's), medewerking aan drie nummers
- 2012 - The Bravest Man In The Universe (Bobby Womack), medewerking aan het nummer Nothin' Can Save Ya
- 2013 - Sketches from Ethiopia (Mulatu Astatke), medewerking aan het nummer Surma
- 2015 - At Home (Live in Marciac) met Roberto Fonseca
- 2017 - Lamomali (Matthieu Chedid), medewerking aan de nummers Manitoumani, Bal De Bamako, Cet Air, Une Âme en Toi Moi
- 2018 - Fenfo (Wagram Music)
- 2020 - Désolé (Gorillaz)
- 2023 - London Ko (Wagram)

## Prijzen en nominaties
- 2012: Songlines Music Award in de categorie Beste nieuwkomer[8]
- 2018: Grammy Award nominatie in de categorie Best World Music Album voor het album Fenfo[9]
- 2018: Grammy Award nominatie in de categorie  Best Dance Recording voor Ultimatum van de groep Disclosure feat. Fatoumata Diawara[10]
- 2019: Edison Jazz in de categorie World[11]
- 2019: Songlines Music Award in de categorie Afrika& Midden Oosten[12]

- Bibsys: 1542227318834
- Bibliothèque nationale de France: cb16514023p (data)
- Gemeinsame Normdatei: 1081164794
- International Standard Name Identifier: 0000 0001 2051 9801
- Library of Congress Control Number: no2003000169
- MusicBrainz: 6f5064bb-7dbb-4a44-bac5-04c467394817
- Nederlandse Thesaurus van Auteursnamen: 280517130
- Réseau des bibliothèques de Suisse occidentale: 02-A022467833
- Système universitaire de documentation: 120753812
- Virtual International Authority File: 171464528
- WorldCat: E39PBJv8GVTJgF78tPFfR7jQv3